# آني مورتون
آني مورتون (بالإنجليزية: Annie Morton)‏ هي عارضة أمريكية، ولدت في 8 أكتوبر 1970 في بنسيلفانيا في الولايات المتحدة.

## روابط خارجية
- آني مورتون على موقع دليل عارضات الأزياء (الإنجليزية)